# Hermonassa kaschmiricola
Hermonassa kaschmiricola är en fjärilsart som beskrevs av Embrik Strand 1917. Hermonassa kaschmiricola ingår i släktet Hermonassa och familjen nattflyn. Inga underarter finns listade i Catalogue of Life.